# Stigbergsgatan

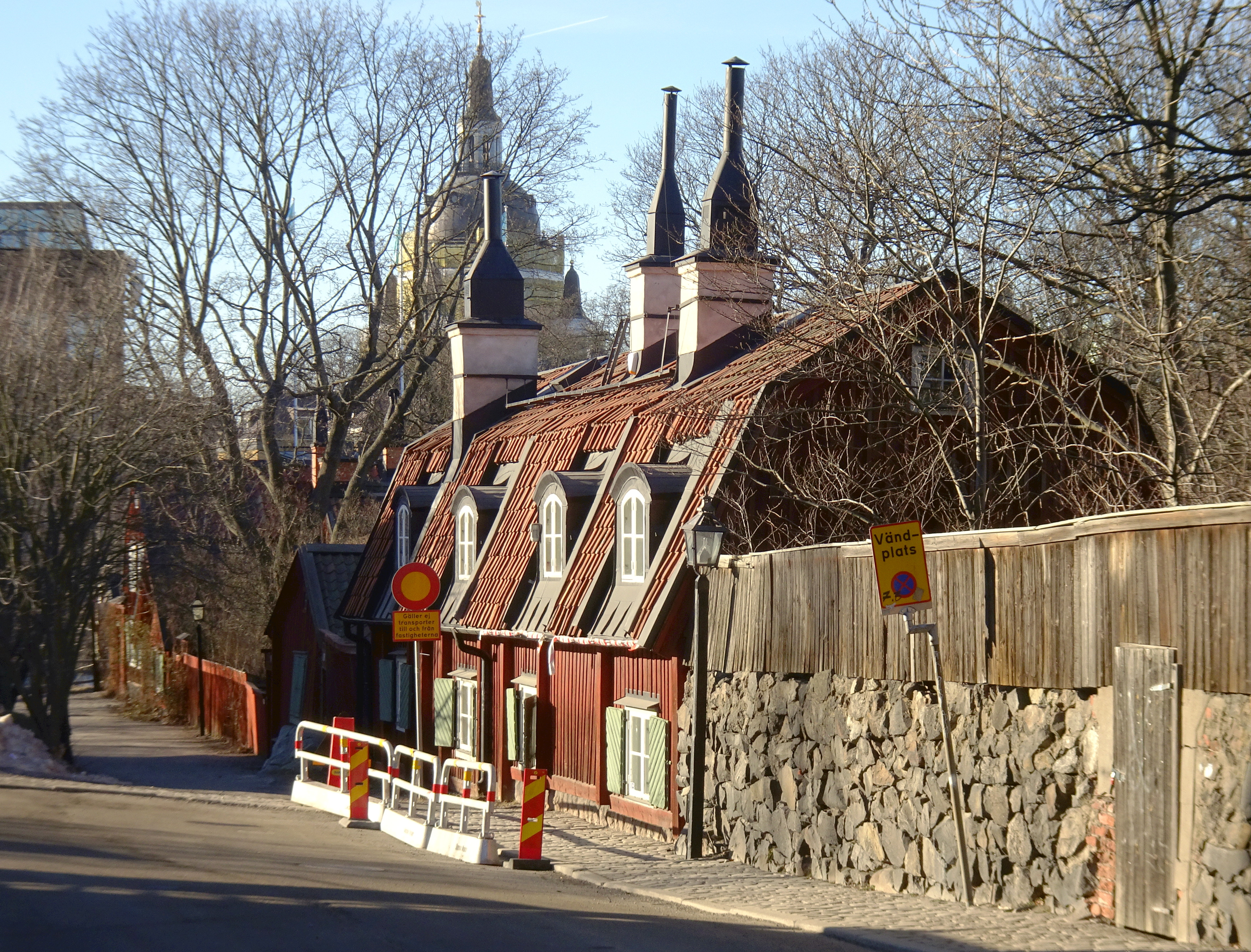
Stigbergsgatans historiska trähusbebyggelse på fastigheten Stammen 38, vy mot väster med Katarina kyrka i bakgrunden.

Stigbergsgatan är en gata på Södermalm i Stockholm; den sträcker sig söder om Fjällgatan från Lilla Erstagatan mot väst och slutar tvärt vid den stora bergsskärningen öster om Renstiernas gata. Stigbergsgatans historiska trähusbebyggelse är ett så kallat reservatsområde som innehåller kulturhistoriskt värdefull bebyggelse. Husen ägs och förvaltas av AB Stadsholmen.

## Namnet

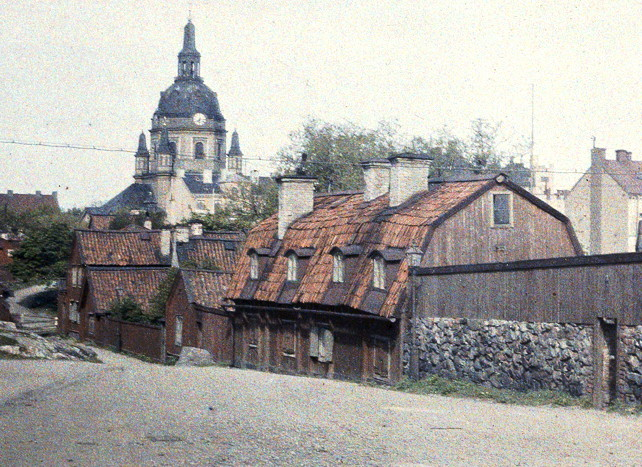
Stigbergsgatan på ett tidigt färgfotografi tagit av Gustaf Wernersson Cronquist 1925.

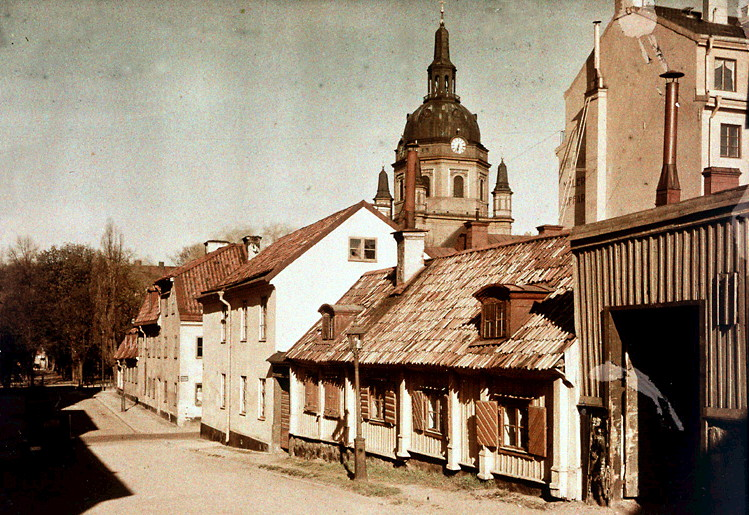
Stigbergsgatans västra del 1925, idag Sandbacksgatan, färgfoto av Cronquist.

Namnet "Stigbergsgatan" kom till i samband med namnrevisionen i Stockholm 1885, som tog hänsyn till belägenheten eller naturförhållandena. Området är kraftigt kuperat och här fanns sedan tidigare Stigen (nuvarande Höga Stigen) och en kulle (nuvarande Stigberget) med en av stadens galgar. Galgen användes till 1600-talets slut (se Galgberget, Södermalm).

## Historik
Stigbergsgatans äldsta dokumenterade namn är Katarina Östra Qvarngränd. Med kvarnen avsågs Swart Hindriks kvarn som låg på höjden Glasbruksklippan nära byggnaden för Hantverksinstitutet som uppfördes 1940. Då ledde gatan österut från Katarina kyrka mot Ersta malmgård, men kapades när Renstiernas gata spränges ner i ett djupt dike på 1930-talet. Den avklippta västra delen fick 1939 ett eget namn, Sandbacksgatan. Idag slutar Stigbergsgatan som återvändsgränd högt över Renstiernas gata som kan därifrån bara nås via trätrappan Mamsell Josabeths trappor.

## Byggnader (urval)
Längs Stigbergsgatans västra del, på fastigheten Stammen 38, finns lite av trähusbebyggelsen från 1720- och 1730-talen bevarad. Det var den finare Fjällgatans fattiga baksida. I samband med att Navigationsskolan (nuvarande Ersta Sköndal högskola) byggdes 1907 och Frans Schartaus handelsinstitut 1915, försvann mycket av den ursprungliga bebyggelsen på och omkring Stigberget. 
Stigbergsgatans röda stugor är numera moderniserade och varsamt upprustade bostäder. Ett av husen (nr 21) har bevarats omodern och som museum. Det är Blockmakarens hus som inreddes av Stockholms stadsmuseum till ett utseende motsvarande 1900-talets början. Mellan år 1875 och 1923 bodde en blockmakare, Gustav Andersson med familj i fastigheten. Lägenheten är ett arbetslivsmuseum som öppnas efter bokningar för allmänheten.
Stigbergsgatan 27 i kvarteret Stammen är ett påkostat bostadshus som uppfördes av storbyggmästaren Olle Engkvist i egen regi efter ritningar av arkitekten Ragnar Östberg. Huset stod inflyttningsklart 1928 då Engkvist själv flyttade in där med sin familj och bodde i huset under 20 år.
Stigbergsgatan 37 / Lilla Erstagatan 4 i (fastigheten Kronan 3) är ett av arkitekten Paul Hedqvists tidiga bostadshus som ritades 1928. Huset intill (fastigheten Kronan 4) uppfördes 1919-1920 efter ritningar av arkitektkontoret Östlihn & Stark. Stigbergsgatan avslutas mot sydväst med Kronprinsesse Märthas kirke som tillhör Norska kyrkan. Tegelbyggnaden ritades av arkitekt Tore Moxness och invigdes 1976.
Sista Styverns trappor är en lång trätrappa som leder från Stigbergsgatan ner till Fjällgatan. Intill trappornas östra sida ligger Anna Lindhagens täppa.

## Musik
År 1941 spelade Alice Babs in sången Stigbergsgatan 8 tillsammans med Lill-Arnes Sväng-Gäng. Låten, som även framfördes i filmen Vårat gäng, är en hyllning till huvudstaden där adressen i låttiteln beskrivs som paradiset i stan: "Varför drömma om Paris? När man ju har på sätt och vis, sitt eget lilla paradis; Stigbergsgatan 8, fyra trappor över går'n." Huset på Stigbergsgatan 8 är numera rivet.

## Historiska bilder

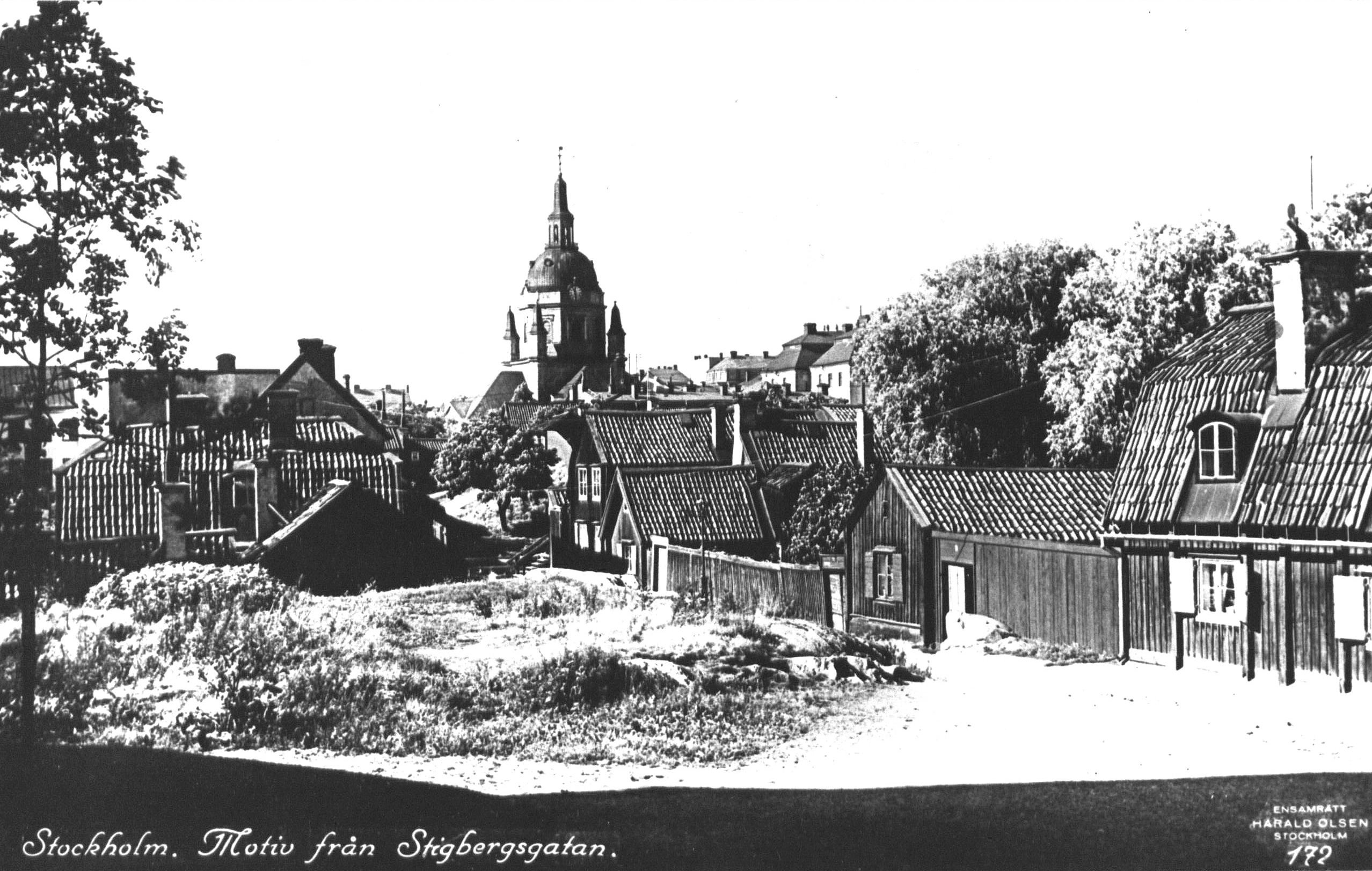
"Motiv från Stigbergsgatan", vykort, 1910-tal.
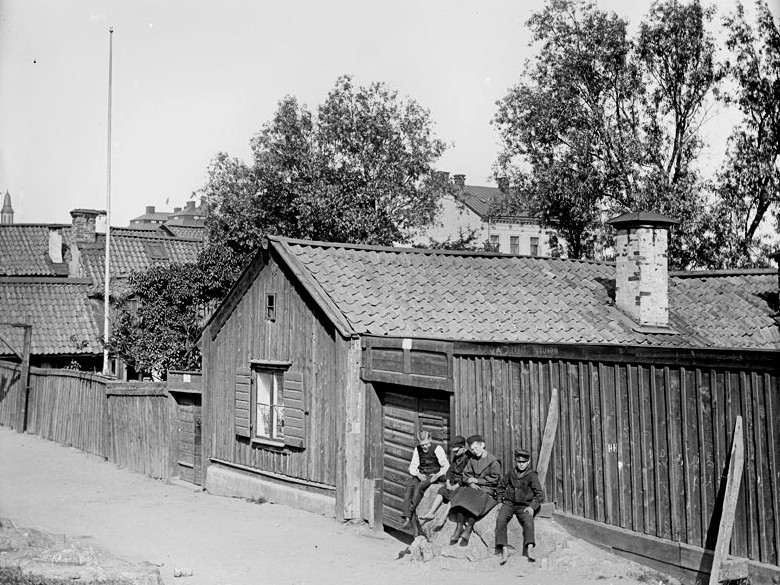
Blockmakarens hus omkring 1910
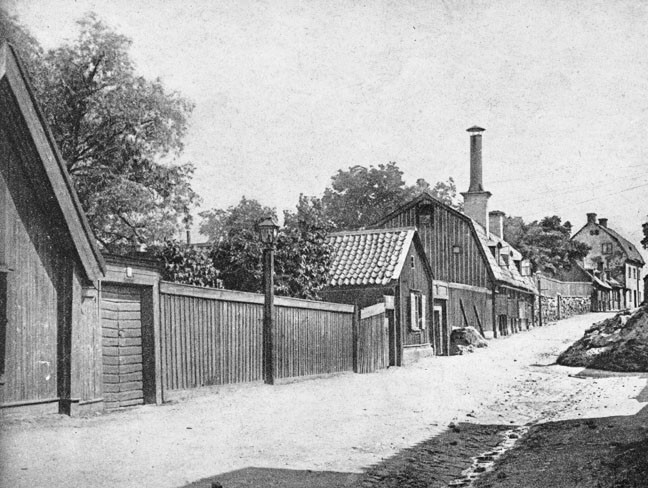
Stigbergsgatan mot öst 1900
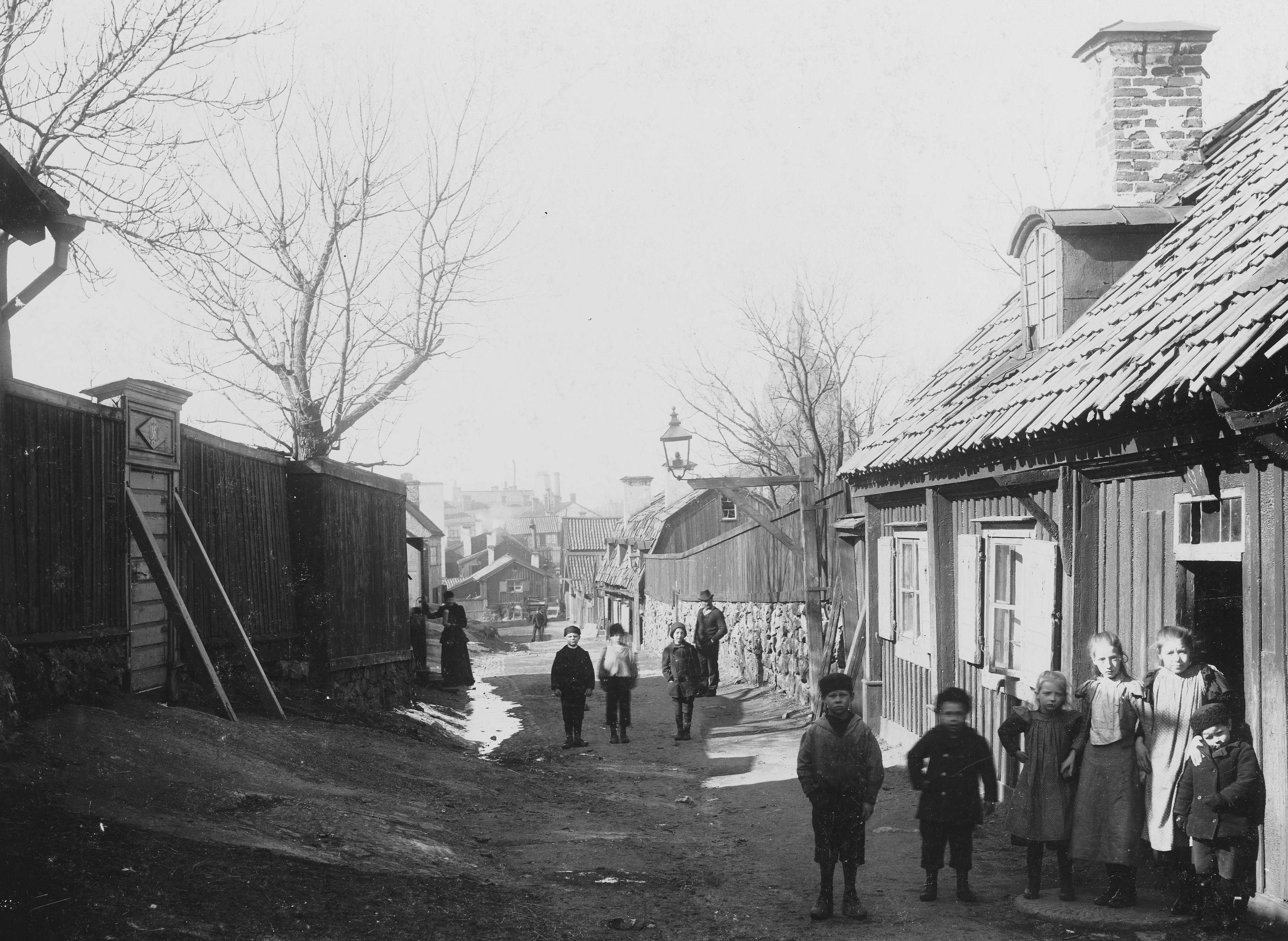
Stigbergsgatan mot väst 1901
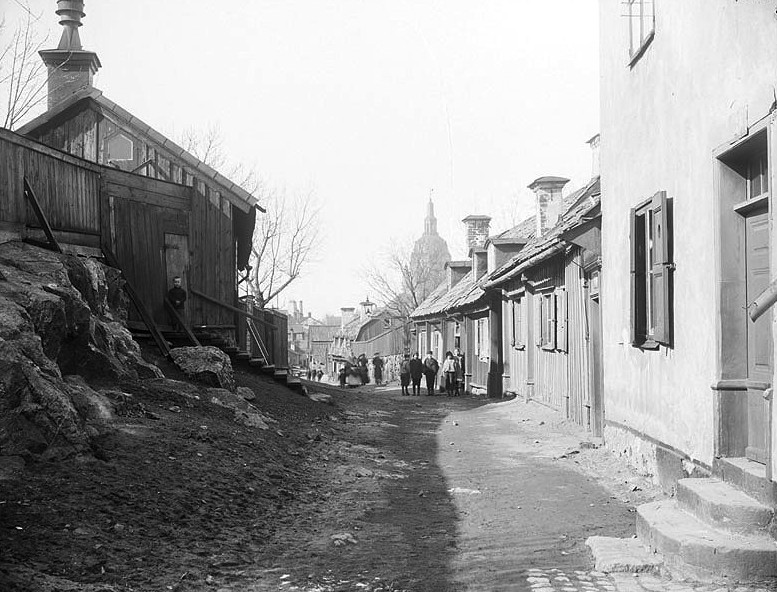
Stigbergsgatan mot väst 1901

## Nutida bilder

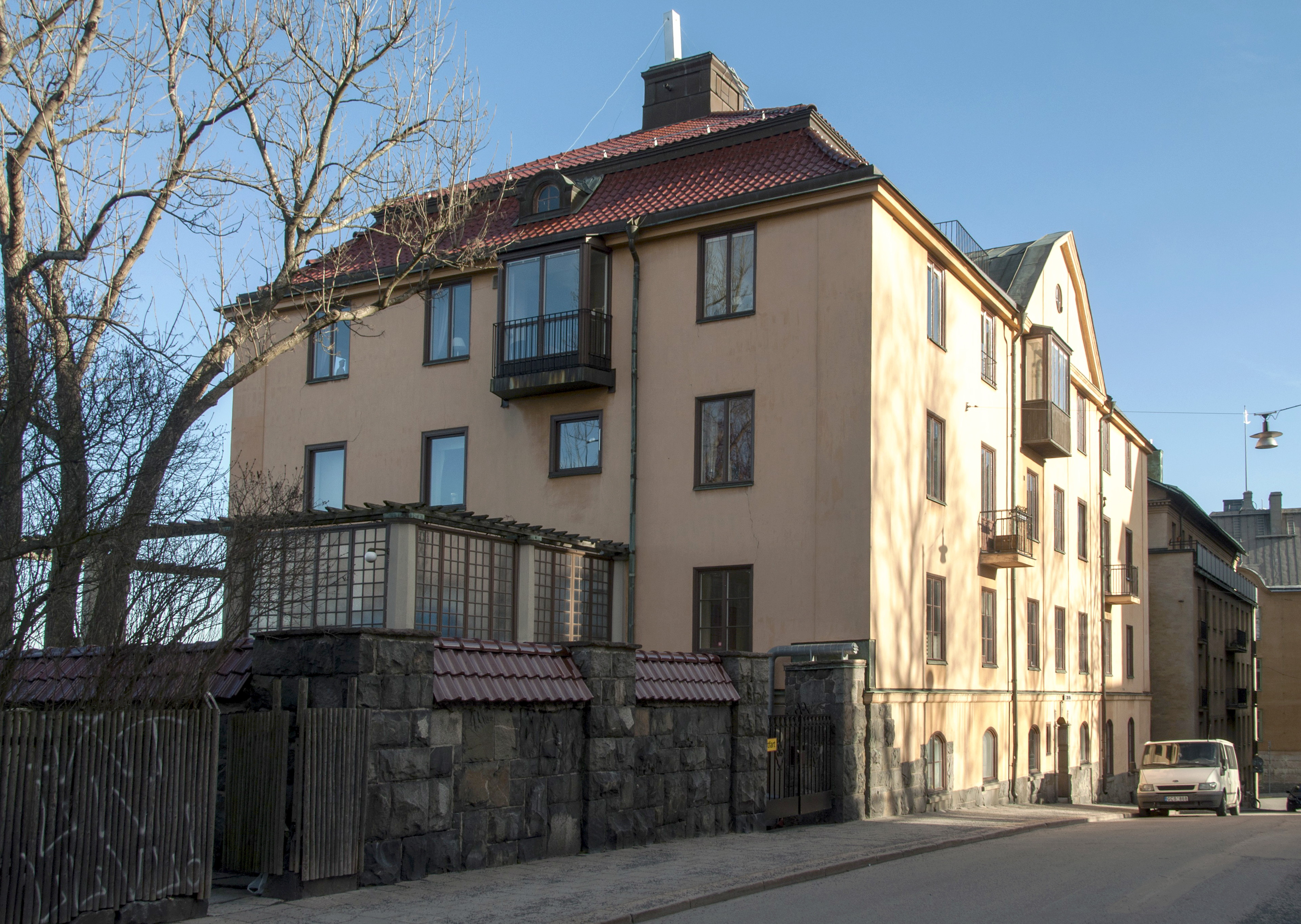
Kronan 4, Stigbergsgatan 35, arkitekt Östlihn & Stark
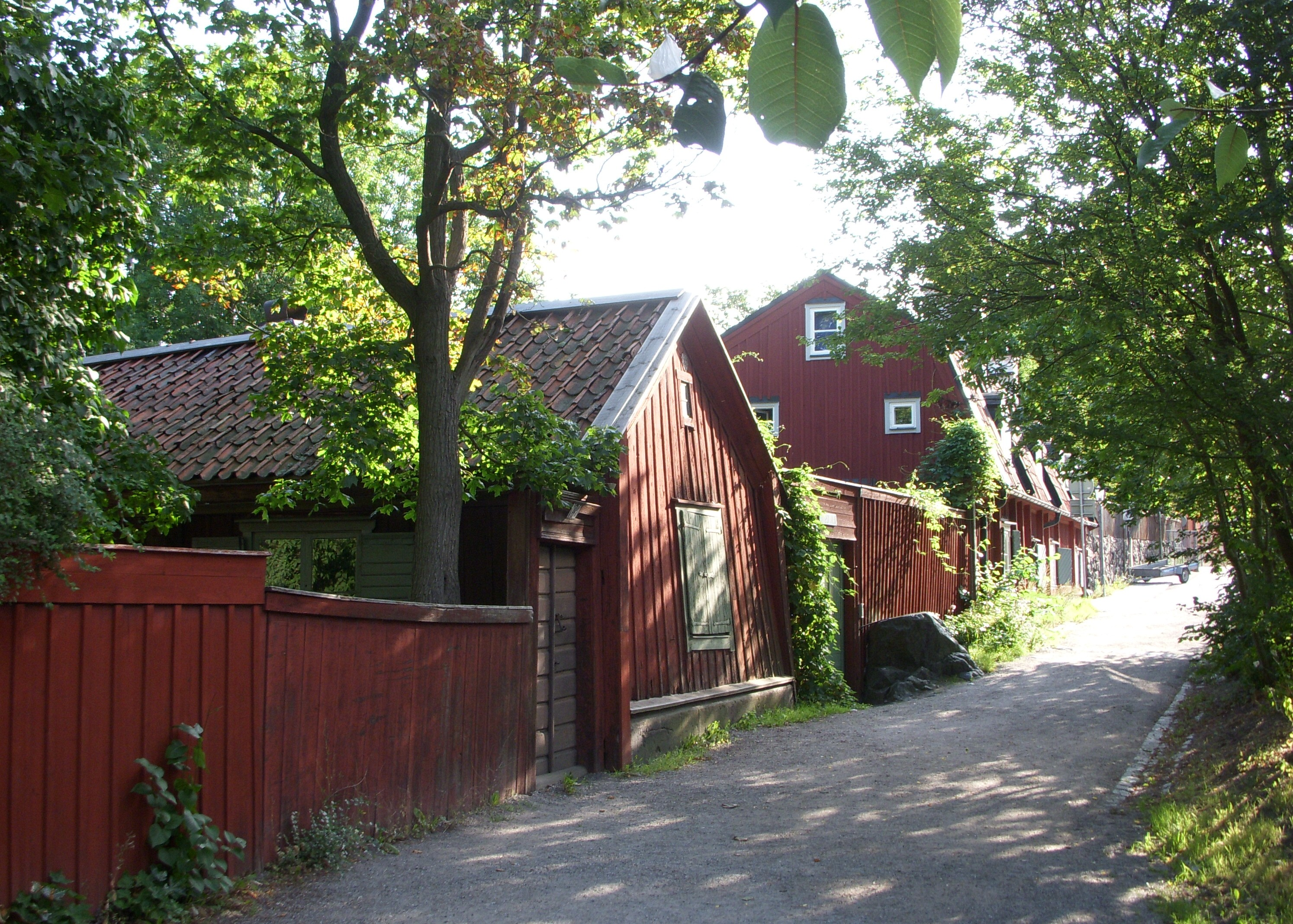
Blockmakarens hus till vänster
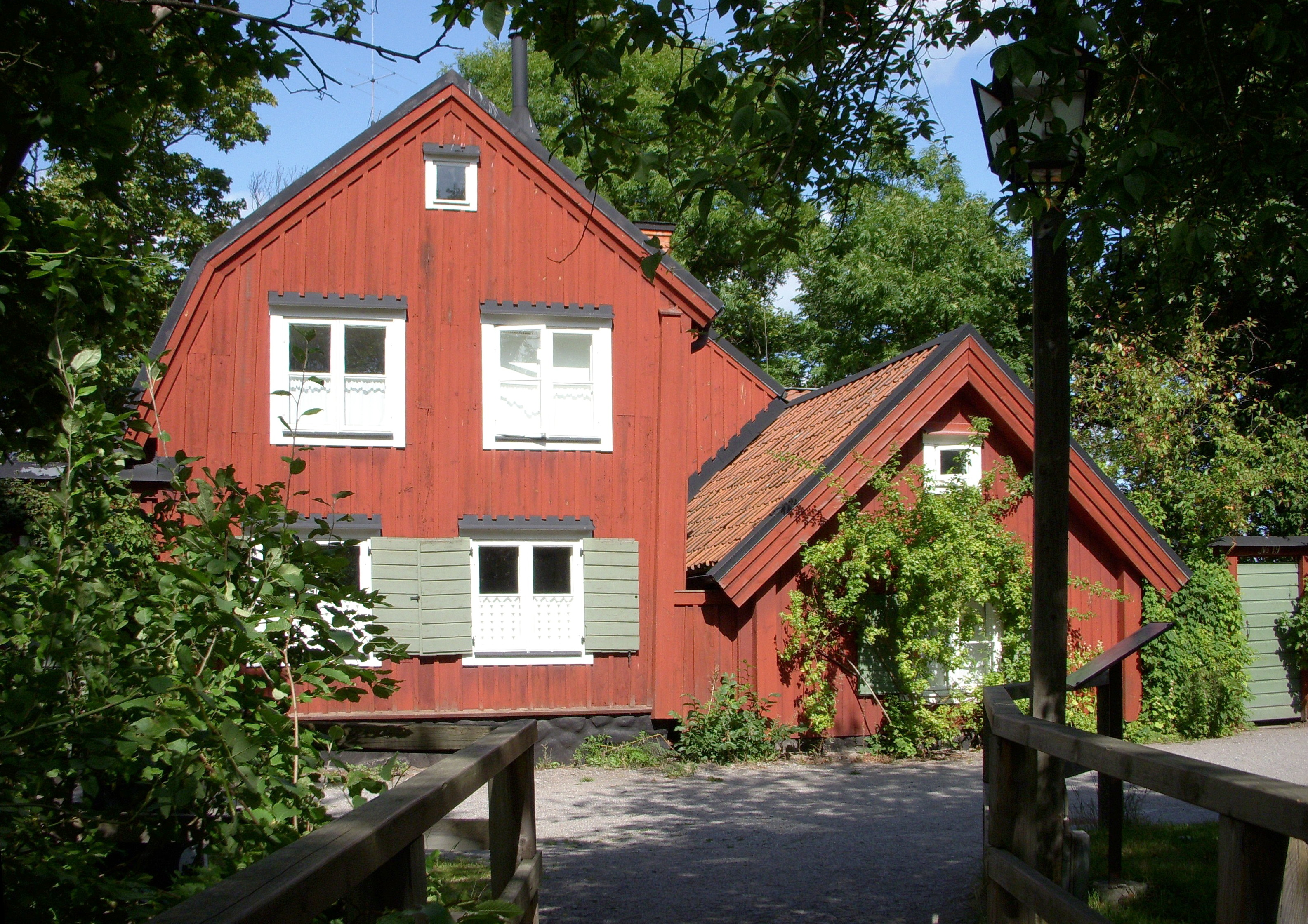
Stammen 38, Stigbergsgatan 17-19.
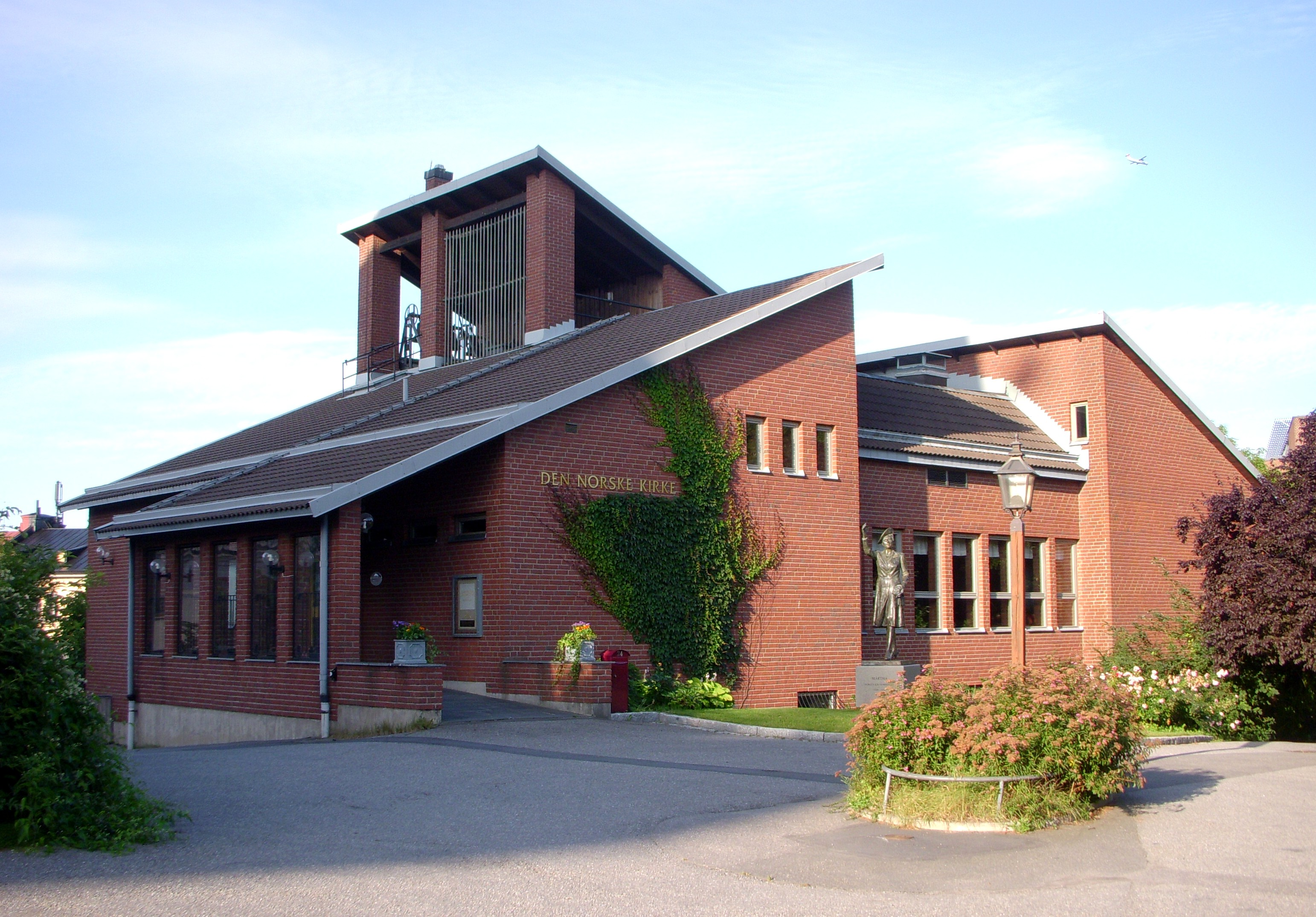
Kronprinsesse Märthas kirke
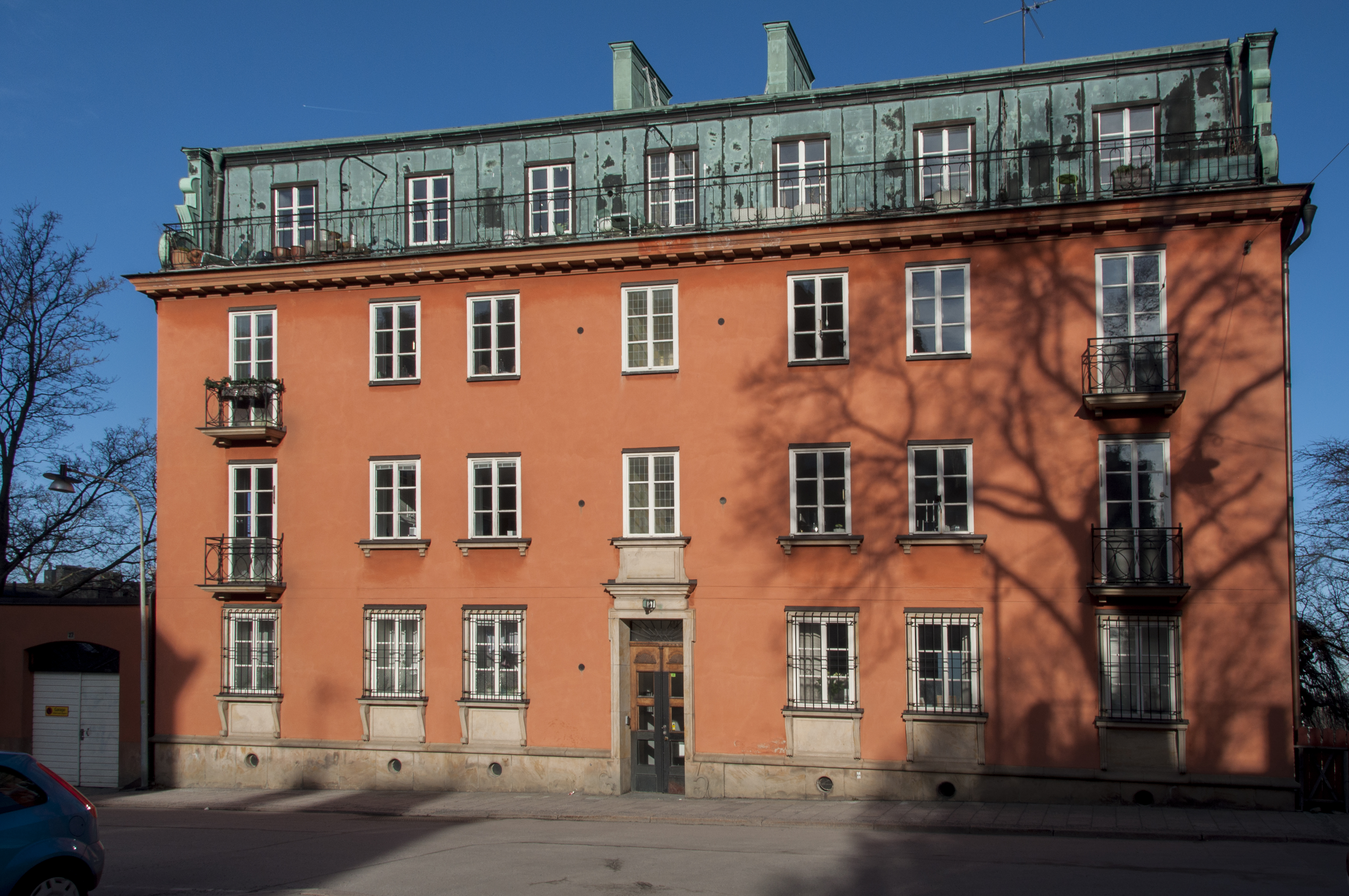
Stigbergsgatan 27, uppfört av storbyggmästaren Olle Engkvist, arkitekt Ragnar Östberg